# Шукуров, Шариф Мухаммадович
Шариф Мухаммадович Шукуров (тадж. Шукуров Шариф Муҳаммадович; род. 7 июня 1948, Сталинабад) — таджикский российский искусствовед, доктор искусствоведения (1991).

## Биография
Шариф Шукуров родился 7 июня 1948 года в городе Душанбе в семье таджикского учёного Мухаммаджона Шакури. В 1971 году окончил отделение истории и теории искусств исторического факультета Московского государственного университета им. Ломоносова.

## Деятельность
С 1990 года заведующий Отделом сравнительного культуроведения в Институте востоковедения Российской Академии наук (РАН).

## Труды
- «Шах-наме» Фирдоуси и ранняя иллюстративная традиция. Текст и иллюстрация в системе иранской культуры XI—XIV вв., М., Главная редакция восточной литературы, 1983 (173 с.) (12 а.л.).
- Искусство средневекового Ирана. Формирование принципов изобразительности, М., Главная редакция восточной литературы, 1989, 246 с.
- Центральная Азия (опыт истории духа), М., Панорама, 1996, (совместно с Р. М. Шукуровым), 160 с.
- Совершенный Человек: теология и философия образа. М., 1997 (ответственное редактирование и составление, предисловие, индекс) (37 а.л.).
- Центральная Азия. Опыт истории духа, М. Центр стратегического планирования Оренбургской области, 2001 (совместно с Р. М. Шукуровым), 254 с.
- Образ Храма / Imago Templi. Основания теменологии и храмового сознания, М., Прогресс-Традиция, 2002, 488 с.
- Образ человека в искусстве Ислама, М., УРСС, 2004 и в 2010 г., 158 с.
- Смысл, форма, образ. Алма-Ата, Дайк-Пресс, 2008, 497 с.
- История России XX век. Издательство «Астрель», т. 1-2, 2009.
- Архитектура современной мечети : истоки / Ш. М. Шукуров. — М. : Прогресс-Традиция, 2014. — 232 с. : ил. — ISBN 978-5-89826-412-3